# Lleyton Hewitt
Lleyton Hewitt (Adelaida, Austràlia, 24 de febrer de 1981) és un extennista australià.
Va ocupar la primera posició del rànquing ATP durant 80 setmanes i va esdevenir el tennista masculí més jove en arribar al número 1 amb 20 anys. Va guanyar un total de 30 títols individuals i tres de dobles, destacant dos títols de Grand Slam individuals (Obert dels Estats Units de 2001 i Wimbledon de 2002), i un de dobles (Obert dels Estats Units de 2000). També va guanyar dos títols Tennis Masters Cup consecutius i va formar part de l'equip australià de Copa Davis que va guanyar les edicions de 1999 i 2003, i va disputar dues finals més.
Hewitt posseeix el rècord de ser el jugador amb rànquing més baix que var guanyar un títol del circuit ATP, en guanyar a Adelaida ocupant el lloc 515 del rànquing mundial.
Es va retirar l'any 2016 però de tan en tan torna al circuit o a l'equip australià de Copa Davis per disputar partits de dobles amb compatriotes seus.

## Biografia
Fill de Cherilyn i Glynn Hewitt, que van ser esportistes professionals de netball i futbol australià respectivament. Té una germana més petita anomenada Jasylin que també fou tennista.
Va tenir una relació amb la tennista belga Kim Clijsters entre els anys 2000 i 2004, arribant a estar compromesos per casar-se a principis de 2005, però van trencar la relació a finals de 2004. Poques setmanes després va iniciar una relació amb l'actiu australiana Rebecca Cartwright, i ja es van casar a l'estiu del mateix anys a Sydney. La parella té tres fills: Mia Rebecca (2005), Cruz (2008) i Ava Sydney (2010).
És un gran aficionat del futbol australià, especialment de l'equip Adelaide Crows, i va practicar aquest esport durant la seva adolescència. També és aficionat del golf, amic dels golfistes Greg Norman i Aaron Baddeley, i fins i tot fou caddie de Norman en l'Australian PGA de 2003.
Dona suport a diverses fundacions benèfiques com Starlight Foundation o McGuinisses-McDermott Cancer Foundation, i va ser ambaixador global dels Special Olympics.
L'any 2022 fou seleccionat per entrar a formar part de l'International Tennis Hall of Fame.

## Torneigs de Grand Slam

### Individual: 4 (2−2)
| Resultat  | Núm. | Any  | Torneig          | Oponent          | Marcador           |
| --------- | ---- | ---- | ---------------- | ---------------- | ------------------ |
| Guanyador | 1.   | 2001 | US Open          | Pete Sampras     | 7−6(4), 6−1, 6−1   |
| Guanyador | 2.   | 2002 | Wimbledon        | David Nalbandian | 6−1, 6−3, 6−2      |
| Finalista | 1.   | 2004 | US Open          | Roger Federer    | 0−6, 6−7(3), 0−6   |
| Finalista | 2.   | 2005 | Open d'Austràlia | Marat Safin      | 6−1, 3−6, 4−6, 4−6 |

### Dobles masculins: 1 (1−0)
| Resultat  | Núm. | Any  | Torneig | Parella    | Oponents                  | Marcador         |
| --------- | ---- | ---- | ------- | ---------- | ------------------------- | ---------------- |
| Guanyador | 1.   | 2000 | US Open | Max Mirnyi | Ellis Ferreira Rick Leach | 6−4, 5−7, 7−6(5) |

### Dobles mixts: 1 (0−1)
| Resultat  | Núm. | Any  | Torneig          | Parella       | Oponents                   | Marcador    |
| --------- | ---- | ---- | ---------------- | ------------- | -------------------------- | ----------- |
| Finalista | 1.   | 2000 | Open d'Austràlia | Kim Clijsters | Kimberly Po Donald Johnson | 4−6, 6−7(3) |

## Palmarès

### Individual: 46 (30−16)
| Llegenda (pre/post 2009)                                 |
| -------------------------------------------------------- |
| Grand Slams (2−2)                                        |
| Tennis Masters Cup / ATP Finals (2−1)                    |
| ATP Masters Series / ATP World Tour Masters 1000 (2−5)   |
| ATP International Series Gold / ATP World Tour 500 (2−0) |
| ATP International Series / ATP World Tour 250 (22−8)     |

| Títols per superfície |
| --------------------- |
| Dura (20−12)          |
| Gespa (8−2)           |
| Terra batuda (2−0)    |
| Moqueta (0−2)         |

| Resultat  | Núm. | Data                   | Torneig                                   | Superfície   | Oponent             | Marcador                         |
| --------- | ---- | ---------------------- | ----------------------------------------- | ------------ | ------------------- | -------------------------------- |
| Guanyador | 1.   | 5 de gener de 1998     | Adelaida, Austràlia                       | Dura         | Jason Stoltenberg   | 3−6, 6−3, 7−6(4)                 |
| Finalista | 1.   | 11 de gener de 1999    | Adelaida                                  | Dura         | Thomas Enqvist      | 6−4, 1−6, 2−6                    |
| Finalista | 2.   | 8 de març de 1999      | Scottsdale, Estats Units                  | Dura         | Jan-Michael Gambill | 6−7(2), 6−4, 4−6                 |
| Guanyador | 2.   | 10 de maig de 1999     | Delray Beach, Estats Units                | Terra batuda | Xavier Malisse      | 6−4, 6−7(2), 6−1                 |
| Finalista | 3.   | 25 d'octubre de 1999   | Lió, França                               | Moqueta (i)  | Nicolás Lapentti    | 3−6, 2−6                         |
| Guanyador | 3.   | 9 de gener de 2000     | Adelaida (2)                              | Dura         | Thomas Enqvist      | 3−6, 6−3, 6−2                    |
| Guanyador | 4.   | 15 de gener de 2000    | Sydney, Austràlia                         | Dura         | Jason Stoltenberg   | 6−4, 6−0                         |
| Guanyador | 5.   | 13 de març de 2000     | Scottsdale                                | Dura         | Tim Henman          | 6−4, 7−6(2)                      |
| Guanyador | 6.   | 12 de juny de 2000     | Londres, Regne Unit                       | Gespa        | Pete Sampras        | 6−4, 6−4                         |
| Finalista | 4.   | 19 de juny de 2000     | Stuttgart, Alemanya                       | Dura (i)     | Wayne Ferreira      | 6−7(6), 6−3, 7−6(5), 6−7(2), 2−6 |
| Guanyador | 7.   | 14 de gener de 2001    | Sydney (2)                                | Dura         | Magnus Norman       | 6−4, 6−1                         |
| Guanyador | 8.   | 17 de juny de 2001     | Londres (2)                               | Gespa        | Tim Henman          | 7−6(3), 7−6(3)                   |
| Guanyador | 9.   | 24 de juny de 2001     | 's-Hertogenbosch, Països Baixos           | Gespa        | Guillermo Cañas     | 6−3, 6−4                         |
| Guanyador | 10.  | 9 de setembre de 2001  | US Open, Estats Units                     | Dura         | Pete Sampras        | 7−6(4), 6−1, 6−1                 |
| Guanyador | 11.  | 7 d'octubre de 2001    | Tòquio, Japó                              | Dura         | Michel Kratochvil   | 6−4, 6−2                         |
| Guanyador | 12.  | 18 de novembre de 2001 | Tennis Masters Cup, Sydney, Austràlia     | Dura (i)     | Sébastien Grosjean  | 6−3, 6−3, 6−4                    |
| Guanyador | 13.  | 3 de març de 2002      | San Jose, Estats Units                    | Dura (i)     | Andre Agassi        | 4−6, 7−6(6), 7−6(4)              |
| Guanyador | 14.  | 17 de març de 2002     | Indian Wells, Estats Units                | Dura         | Tim Henman          | 6−1, 6−2                         |
| Guanyador | 15.  | 16 de juny de 2002     | Londres (3)                               | Gespa        | Tim Henman          | 4−6, 6−1, 6−4                    |
| Guanyador | 16.  | 7 de juliol de 2002    | Wimbledon, Regne Unit                     | Gespa        | David Nalbandian    | 6−1, 6−3, 6−2                    |
| Finalista | 5.   | 12 d'agost de 2002     | Cincinnati, Estats Units                  | Dura         | Carles Moyà         | 5−7, 6−7(5)                      |
| Finalista | 6.   | 3 de novembre de 2002  | París, França                             | Moqueta (i)  | Marat Safin         | 6−7(4), 0−6, 4−6                 |
| Guanyador | 17.  | 18 de novembre de 2002 | Tennis Masters Cup, Xangai, Xina (2)      | Dura (i)     | Juan Carlos Ferrero | 7−5, 7−5, 2−6, 2−6, 6−4          |
| Guanyador | 18.  | 9 de març de 2003      | Scottsdale (2)                            | Dura         | Mark Philippoussis  | 6−4, 6−4                         |
| Guanyador | 19.  | 17 de març de 2003     | Indian Wells (2)                          | Dura         | Gustavo Kuerten     | 6−1, 6−1                         |
| Finalista | 7.   | 3 d'agost de 2003      | Los Angeles, Estats Units                 | Dura         | Wayne Ferreira      | 3−6, 6−4, 5−7                    |
| Guanyador | 20.  | 18 de gener de 2004    | Sydney (3)                                | Dura         | Carles Moyà         | 4−3, retirada                    |
| Guanyador | 21.  | 22 de febrer de 2004   | Rotterdam, Països Baixos                  | Dura (i)     | Juan Carlos Ferrero | 6−7(1), 7−5, 6−4                 |
| Finalista | 8.   | 8 d'agost de 2004      | Cincinnati (2)                            | Dura         | Andre Agassi        | 3−6, 6−3, 2−6                    |
| Guanyador | 22.  | 22 d'agost de 2004     | Washington DC, Estats Units               | Dura         | Gilles Müller       | 6−3, 6−4                         |
| Guanyador | 23.  | 23 d'agost de 2004     | Long Island, Estats Units                 | Dura         | Luis Horna          | 6−3, 6−1                         |
| Finalista | 9.   | 12 de setembre de 2004 | US Open                                   | Dura         | Roger Federer       | 0−6, 6−7(3), 0−6                 |
| Finalista | 10.  | 21 de novembre de 2004 | Tennis Masters Cup, Houston, Estats Units | Dura         | Roger Federer       | 3−6, 2−6                         |
| Guanyador | 24.  | 15 de gener de 2005    | Sydney (4)                                | Dura         | Ivo Minář           | 7−5, 6−0                         |
| Finalista | 11.  | 30 de gener de 2005    | Open d'Austràlia, Austràlia               | Dura         | Marat Safin         | 6−1, 3−6, 4−6, 4−6               |
| Finalista | 12.  | 20 de març de 2005     | Indian Wells                              | Dura         | Roger Federer       | 2−6, 4−6, 4−6                    |
| Finalista | 13.  | 19 de febrer de 2006   | San Jose                                  | Dura (i)     | Andy Murray         | 6−2, 1−6, 6−7(3)                 |
| Finalista | 14.  | 6 de març de 2006      | Las Vegas, Estats Units                   | Dura         | James Blake         | 5−7, 6−2, 3−6                    |
| Guanyador | 25.  | 18 de juny de 2006     | Londres (4)                               | Gespa        | James Blake         | 6−4, 6−4                         |
| Guanyador | 26.  | 4 de març de 2007      | Las Vegas                                 | Dura         | Jürgen Melzer       | 6−4, 7−6(10)                     |
| Guanyador | 27.  | 12 d'abril de 2009     | Houston, Estats Units                     | Terra batuda | Wayne Odesnik       | 6−2, 7−5                         |
| Guanyador | 28.  | 13 de juny de 2010     | Halle, Alemanya                           | Gespa        | Roger Federer       | 3−6, 7−6(4), 6−4                 |
| Finalista | 15.  | 15 de juliol de 2012   | Newport, Estats Units                     | Gespa        | John Isner          | 6−7(1), 4−6                      |
| Finalista | 16.  | 14 de juliol de 2013   | Newport (2)                               | Gespa        | Nicolas Mahut       | 7−5, 5−7, 3−6                    |
| Guanyador | 29.  | 5 de gener de 2014     | Brisbane, Austràlia                       | Dura         | Roger Federer       | 6−1, 4−6, 6−3                    |
| Guanyador | 30.  | 13 de juliol de 2014   | Newport                                   | Gespa        | Ivo Karlović        | 6−3, 6−7(4), 7−6(3)              |

#### Períodes com a número 1
| Núm. | Precedida per   | Dates                   | Succeïda per | Setmanes | Acumulat |
| ---- | --------------- | ----------------------- | ------------ | -------- | -------- |
| 1.   | Gustavo Kuerten | 19/11/2001 − 27/04/2003 | Andre Agassi | 75       | 75       |
| 2.   | Andre Agassi    | 12/05/2003 − 15/06/2003 | Andre Agassi | 5        | 80       |

### Dobles masculins: 8 (3−5)
| Llegenda (pre/post 2009)                                 |
| -------------------------------------------------------- |
| Grand Slams (1−0)                                        |
| Tennis Masters Cup / ATP Finals (0−0)                    |
| ATP Masters Series / ATP World Tour Masters 1000 (0−0)   |
| ATP International Series Gold / ATP World Tour 500 (1−1) |
| ATP International Series / ATP World Tour 250 (1−4)      |

| Títols per superfície |
| --------------------- |
| Dura (2−4)            |
| Gespa (1−0)           |
| Terra batuda (0−1)    |

| Resultat  | Núm. | Data                   | Torneig                    | Superfície   | Parella            | Oponents                       | Marcador            |
| --------- | ---- | ---------------------- | -------------------------- | ------------ | ------------------ | ------------------------------ | ------------------- |
| Finalista | 1.   | 9 de gener de 2000     | Adelaida, Austràlia        | Dura         | Sandon Stolle      | Todd Woodbridge Mark Woodforde | 4−6, 2−6            |
| Finalista | 2.   | 15 de gener de 2000    | Sydney, Austràlia          | Dura         | Sandon Stolle      | Todd Woodbridge Mark Woodforde | 5−7, 4−6            |
| Guanyador | 1.   | 20 d'agost de 2000     | Indianapolis, Estats Units | Dura         | Sandon Stolle      | Jonas Björkman Max Mirnyi      | 6−2, 3−6, 6−3       |
| Guanyador | 2.   | 10 de setembre de 2000 | US Open, Estats Units      | Dura         | Max Mirnyi         | Ellis Ferreira Rick Leach      | 6−4, 5−7, 7−6(5)    |
| Finalista | 3.   | 9 de març de 2003      | Scottsdale, Estats Units   | Dura         | Mark Philippoussis | James Blake Mark Merklein      | 4−6, 7−6(2), 6−7(5) |
| Finalista | 4.   | 25 d'abril de 2010     | Barcelona, Espanya         | Terra batuda | Mark Knowles       | Daniel Nestor Nenad Zimonjić   | 6−4, 3−6, [6−10]    |
| Finalista | 5.   | 17 d'abril de 2013     | San Jose, Estats Units     | Dura (i)     | Marinko Matosevic  | Xavier Malisse Frank Moser     | 0−6, 7−6(5), [4−10] |
| Guanyador | 3.   | 13 de juliol de 2014   | Newport, Estats Units      | Gespa        | Chris Guccione     | Jonathan Erlich Rajeev Ram     | 7−5, 6−4            |

### Equips: 4 (2−2)
| Resultat  | Núm. | Data                                   | Torneig                              | Superfície       | Equip                                             | Oponents                                                           | Marcador |
| --------- | ---- | -------------------------------------- | ------------------------------------ | ---------------- | ------------------------------------------------- | ------------------------------------------------------------------ | -------- |
| Guanyador | 1.   | 3 − 5 de desembre de 1999              | Copa Davis, Niça, França             | Terra batuda (i) | Mark Philippoussis Todd Woodbridge Mark Woodforde | Olivier Delaitre Sebastien Grosjean Cedric Pioline Fabrice Santoro | 3−2      |
| Finalista | 1.   | 8 − 10 de desembre de 2000             | Copa Davis, Barcelona, Espanya       | Terra batuda (i) | Patrick Rafter Sandon Stolle Mark Woodforde       | Joan Balcells Àlex Corretja Albert Costa Juan Carlos Ferrero       | 1−3      |
| Finalista | 2.   | 30 de novembre − 2 de desembre de 2001 | Copa Davis, Melbourne, Austràlia (2) | Gespa            | Wayne Arthurs Patrick Rafter Todd Woodbridge      | Nicolas Escude Sebastien Grosjean Cedric Pioline Fabrice Santoro   | 2−3      |
| Guanyador | 2.   | 28 − 30 de novembre de 2003            | Copa Davis, Melbourne (2)            | Gespa            | Wayne Arthurs Mark Philippoussis Todd Woodbridge  | Àlex Corretja Juan Carlos Ferrero Carles Moyà Feliciano López      | 3−1      |

## Controvèrsies
Lleyton Hewitt s'ha vist involucrat en diversos incidents qualificats d'actes de racisme, dels quals el més important fou un comentari a l'Obert dels Estats Units el 2001 contra un jutge de línia de raça negra i el tennista James Blake.

## Trajectòria

### Individual
| Open d'Austràlia | 1R          | 1R          | 2R          | 4R    | 3R          | 1R          | 4R          | 4R    | F           | 2R          | 3R          | 4R    | 1R          | 4R          | 1R          | 4R    | 1R          | 1R          | 2R          | 2R  | 0 / 20    | 32 − 20   |
| Roland Garros | A           | Q1          | 1R          | 4R    | QF          | 4R          | 3R          | QF    | A           | 4R          | 4R          | 3R    | 3R          | 3R          | A           | 1R    | 1R          | 1R          | A           | A   | 0 / 14    | 28 − 14   |
| Wimbledon | A           | Q1          | 3R          | 1R    | 4R          | G           | 1R          | QF    | SF          | QF          | 4R          | 4R    | QF          | 4R          | 2R          | 1R    | 2R          | 2R          | 1R          | A   | 1 / 17    | 41 − 16   |
| US Open | A           | Q2          | 3R          | SF    | G           | SF          | QF          | F     | SF          | QF          | 2R          | A     | 3R          | 1R          | A           | 3R    | 4R          | 1R          | 2R          | A   | 1 / 15    | 47 − 14   |
| Jocs Olímpics | No celebrat | No celebrat | No celebrat | 1R    | No celebrat | No celebrat | No celebrat | A     | No celebrat | No celebrat | No celebrat | 2R    | No celebrat | No celebrat | No celebrat | 3R    | No celebrat | No celebrat | No celebrat | A   | 0 / 3     | 3 − 3     |
| Tennis Masters Cup | A           | A           | A           | RR    | G           | G           | A           | F     | A           | A           | A           | A     | A           | A           | A           | A     | A           | A           | A           | A   | 2 / 4     | 13 − 5    |
| Total Victòries−Derrotes                                                                                                   | 0−1         | 10−9        | 44−20       | 61−19 | 80−18       | 61−15       | 37−10       | 68−18 | 37−9        | 33−15       | 35−16       | 20−11 | 34−20       | 22−12       | 9−11        | 16−14 | 24−18       | 20−16       | 4−9         | 1−1 | 616 − 262 | 616 − 262 |
| Rànquing a final d'any | 550         | 100         | 25          | 7     | 1           | 1           | 17          | 3     | 4           | 20          | 21          | 67    | 22          | 54          | 186         | 83    | 60          | 50          | 307         | 633 |           |           |
| Llegenda: G: Guanyador; F: Finalista; SF: Semifinalista; QF: Quarts de final; Q: Qualificació; A: Absent; RR: Round Robin; |             |             |             |       |             |             |             |       |             |             |             |       |             |             |             |       |             |             |             |     |           |           |

### Dobles masculins
| Torneig | 1998 | 1999 | 2000 | 2001        | 2002        | 2003        | 2004 | 2005        | 2006        | 2007        | 2008 | 2009        | 2010        | 2011        | 2012 | 2013        | 2014        | 2015        | 2016 | 2017        | 2018        | 2019        | 2020 | Títols    | V − D     |
| --- | ---- | ---- | ---- | ----------- | ----------- | ----------- | ---- | ----------- | ----------- | ----------- | ---- | ----------- | ----------- | ----------- | ---- | ----------- | ----------- | ----------- | ---- | ----------- | ----------- | ----------- | ---- | --------- | --------- |
| Open d'Austràlia | 3R   | 2R   | 3R   | A           | A           | A           | A    | A           | A           | A           | A    | A           | A           | A           | 2R   | A           | 1R          | 2R          | 3R   | A           | QF          | 1R          | 1R   | 0 / 10    | 12 − 10   |
| Roland Garros | A    | A    | 2R   | A           | A           | A           | A    | A           | 1R          | A           | 1R   | A           | A           | A           | A    | A           | 1R          | A           | A    | A           | A           | A           | A    | 0 / 4     | 1 − 4     |
| Wimbledon | Q1   | 3R   | A    | A           | A           | A           | A    | A           | A           | A           | A    | A           | A           | 1R          | 3R   | 1R          | 3R          | 3R          | 2R   | A           | 1R          | 2R          | NC   | 0 / 9     | 10 − 9    |
| US Open | A    | A    | G    | A           | A           | A           | A    | A           | A           | A           | A    | A           | A           | A           | A    | A           | A           | 2R          | A    | A           | A           | A           | A    | 1 / 2     | 7 − 1     |
| Jocs Olímpics | NC   | NC   | A    | No celebrat | No celebrat | No celebrat | A    | No celebrat | No celebrat | No celebrat | QF   | No celebrat | No celebrat | No celebrat | A    | No celebrat | No celebrat | No celebrat | A    | No celebrat | No celebrat | No celebrat | A    | 0 / 1     | 2 − 1     |
| Total Victòries−Derrotes                                                                                                   | 3−5  | 6−8  | 28−9 | 11−5        | 5−7         | 8−5         | 1−1  | 1−3         | 0−1         | 5−4         | 6−5  | 2−2         | 10−4        | 4−3         | 7−4  | 7−7         | 11−10       | 7−10        | 3−3  | 0−0         | 6−7         | 3−7         | 0−2  | 134 − 112 | 134 − 112 |
| Rànquing a final d'any | 164  | 185  | 20   | 105         | 219         | 168         | 572  | 846         | 1427        | 395         | 649  | 454         | 152         | 504         | 192  | 263         | 115         | 155         | 262  | −           | 142         | 292         | 501  |           |           |
| Llegenda: G: Guanyador; F: Finalista; SF: Semifinalista; QF: Quarts de final; Q: Qualificació; A: Absent; RR: Round Robin; |      |      |      |             |             |             |      |             |             |             |      |             |             |             |      |             |             |             |      |             |             |             |      |           |           |

## Guardons
- ATP Player of the Year (2) (2001, 2002)
- ITF World Champion (2) (2001, 2002)
- Membre de l'Orde d'Austràlia (2016)
- ESPY Best Male Tennis Player (2002)
- Millor esportista australià masculí (2002)